# Gennadij Galkin
Gennadij Aleksandrovič Galkin (in russo Геннадий Александрович Галкин?; Leopoli, 10 luglio 1934 – 11 aprile 1985) è stato un tuffatore sovietico.
Ha rappresentato l'Unione Sovietica ai Giochi olimpici estivi di Melbourne 1956 e di Roma 1960. In carriera ha vinto medaglia di bronzo ai campionati europei di nuoto di Lipsia 1962 nel concorso dei tuffi dalla piattaforma 10 metri.

## Palmarès
- Campionati europei di nuoto

Lipsia 1962: bronzo nella piattaforma 10 m